# جوليس دومون
جوليس دومون (بالفرنسية: Jules Dumont)‏ هو عضو في المقاومة الفرنسية ‏ فرنسي، ولد في 1888 في روبيه في فرنسا، وتوفي في 15 يونيو 1943 في Fort Mont-Valérien ‏ في فرنسا بسبب إعدام رميا بالرصاص.